# Tethocyathus
Genre
Statut CITES
Tethocyathus est un genre de coraux durs de la famille des Caryophylliidae.

## Liste d'espèces
Selon World Register of Marine Species (15 octobre 2024) :
- Tethocyathus coactilis Kitahara & Cairns, 2021
- Tethocyathus cylindraceus (Pourtalès, 1868)
- Tethocyathus endesa Cairns, Häussermann & Försterra, 2005
- Tethocyathus irrugatus Kitahara & Cairns, 2021
- † Tethocyathus microphyllus (Reuss, 1872)
- Tethocyathus minor (Gardiner, 1899)
- † Tethocyathus paliscus Squires, 1962
- Tethocyathus prahli Lattig & Cairns, 2000
- Tethocyathus recurvatus (Pourtalès, 1878)
- Tethocyathus variabilis Cairns, 1979
- Tethocyathus virgatus (Alcock, 1902)

## Systématique
Le genre Tethocyathus a été créé en 1933 par le paléontologue autrichien Othmar Kühn (d) (1892-1969).

### Publication originale
- (de) Othmar Kühn, « Das Becken von Isfahan-Saidabad und seine altmiocäne Korallenfauna », Palaeontographica Abteilung A, Allemagne, vol. 79,‎ 1er janvier 1933, p. 143-221 (ISSN 0375-0442).